# Steve Yuen
Steve Yuen, född 27 augusti 1959, är en hongkongsk bågskytt. Han deltog vid olympiska sommarspelen 1984.